# Otacilia valida
Espèce
Synonymes
- Phrurolithus validus Fu, Chen & Zhang, 2016

Otacilia valida est une espèce d'araignées aranéomorphes de la famille des Phrurolithidae.

## Distribution
Cette espèce est endémique de Chine,. Elle se rencontre au Shanxi, au Ningxia et au Gansu.

## Description
Le mâle holotype mesure 2,63 mm et la femelle paratype 2,82 mm.

## Publication originale
- Fu, Chen & Zhang, 2016 : New Phrurolithus species from China (Araneae, Phrurolithidae). Ecologica Montenegrina vol. 7, p. 270-290 (texte intégral).